# 卡亚和圣佩德罗
卡亚和圣佩德罗是葡萄牙波塔莱格雷区的一个堂区。总面积94.31平方公里，总人口3779人，人口密度40.1人/平方公里。